# Liste der Mitglieder des Landtages von Sachsen-Anhalt (1. Wahlperiode)
Diese Liste gibt einen Überblick über alle Mitglieder des Landtages von Sachsen-Anhalt in der 1. Wahlperiode (1990–1994).

## Präsidium
- Präsident:
 Klaus Keitel (CDU)
- Vizepräsidenten:
 Rüdiger Fikentscher (SPD), Cornelia Pieper (FDP)

## Zusammensetzung
Nach der Landtagswahl 1990 setzte sich der Landtag zunächst wie folgt zusammen:
| Partei                | Sitze | Fraktionsvorsitzender                                                            | Stellvertreter                     | Parlamentarischer Geschäftsführer |
| --------------------- | ----- | -------------------------------------------------------------------------------- | ---------------------------------- | --------------------------------- |
| CDU                   | 48    | Joachim Auer bis November 1991 Christoph Bergner bis Dezember 1993 Jürgen Scharf | Jürgen Scharf, Erhard Stollberg    | Jürgen Scharf                     |
| SPD                   | 27    | Reinhard Höppner                                                                 | Gerlinde Kuppe, Karl-Heinz Wolf    | Tilman Tögel                      |
| FDP                   | 14    | Hans-Herbert Haase                                                               | Cornelia Pieper, Wolfgang Buchholz | Hans-Jörg Schuster                |
| PDS                   | 12    | Petra Sitte                                                                      | Rosemarie Hein, Gerd Schuster      | Renate Wetzel                     |
| Bündnis 90/Die Grünen | 5     | Hans-Jochen Tschiche                                                             | Ute Scheffler, Ulrich-Karl Engel   | Heidrun Heidecke                  |
| Gesamt                | 106   |                                                                                  |                                    |                                   |

## Abgeordnete
| Mitglied des Landtages    | Lebens- daten | Partei                      | Landtagswahlkreis                   | Erststimmen in % | Bemerkungen                                            |
| ------------------------- | ------------- | --------------------------- | ----------------------------------- | ---------------- | ------------------------------------------------------ |
| Jürgen Angelbeck          | 1948          | SPD fraktionslos            | Landesliste                         |                  |                                                        |
| Joachim Auer              | 1953–2017     | CDU fraktionslos            | 37 Bitterfeld I                     |                  |                                                        |
| Bärbel Ballhorn           | 1941          | SPD Unabhängige Abgeordnete | Landesliste                         |                  |                                                        |
| Curt Becker               | 1936–2018     | CDU                         | 42 Nebra – Naumburg I               |                  |                                                        |
| Christoph Bergner         | 1948          | CDU                         | 31 Halle, Altstadt II               |                  |                                                        |
| Lothar Biener             | 1935–2017     | SPD                         | Landesliste                         |                  |                                                        |
| Adolf Bill                | 1941          | CDU                         | 25 Dessau, Stadt I                  |                  |                                                        |
| Wolfgang Böhmer           | 1936–2025     | CDU                         | 21 Wittenberg I                     |                  |                                                        |
| Wolfgang Braun            | 1939–2016     | fraktionslos                | Landesliste                         |                  | Ersatz für Peter Renger 7. November 1990               |
| Konrad Breitenborn        | 1950          | FDP                         | Landesliste                         |                  |                                                        |
| Peter Brüll               | 1938–2018     | CDU                         | 34 Halle, Neustadt I                |                  |                                                        |
| Gerd Brunner              | 1928–2002     | FDP Unabhängige Abgeordnete | Landesliste                         |                  |                                                        |
| Klaus Buchheister         | 1934–2013     | CDU                         | 07 Genthin – Havelberg              |                  |                                                        |
| Wolfgang Buchholz         | 1934–2023     | FDP                         | Landesliste                         |                  |                                                        |
| Katrin Budde              | 1965          | SPD                         | Landesliste                         |                  |                                                        |
| Jens Bullerjahn           | 1962–2022     | SPD                         | Landesliste                         |                  |                                                        |
| Roland Claus              | 1954          | PDS                         | Landesliste                         |                  |                                                        |
| Karl-Heinz Daehre         | 1944          | CDU                         | 17 Wanzleben – Schönebeck II        |                  |                                                        |
| Ulrich-Karl Engel         | 1950          | Bündnis 90/Die Grünen       | Landesliste                         |                  |                                                        |
| Wolfgang Ernst            | 1951–2019     | SPD                         | Landesliste                         |                  |                                                        |
| Thomas Felke              | 1963          | SPD                         | Landesliste                         |                  |                                                        |
| Rüdiger Fikentscher       | 1941          | SPD                         | Landesliste                         |                  |                                                        |
| Walter Fischer            | 1932–2013     | SPD                         | Landesliste                         |                  |                                                        |
| Rolf Frick                | 1936–2008     | FDP                         | Landesliste                         |                  |                                                        |
| Rolf Funda                | 1940          | PDS                         | Landesliste                         |                  |                                                        |
| Ralf Geisthardt           | 1954–2018     | CDU                         | Landesliste                         |                  | Ersatz für Michael-Andreas Heinemann 18. Dezember 1990 |
| Gerd Gies                 | 1943          | CDU                         | Landesliste                         |                  | Ersatz für Armin Kleinau 28. Oktober 1990              |
| Hans-Gerd Glück           | 1934–2020     | PDS Unabhängige Abgeordnete | Landesliste                         |                  | trat am 19. März 1992 aus der PDS-Fraktion aus         |
| Detlef Gürth              | 1962          | CDU                         | 28 Aschersleben                     |                  |                                                        |
| Hans-Herbert Haase        | 1927–2011     | FDP                         | Landesliste                         |                  |                                                        |
| Rosemarie Hajek           | 1951          | SPD                         | Landesliste                         |                  |                                                        |
| Gerhard Hecht             | 1934–2009     | SPD                         | Landesliste                         |                  |                                                        |
| Heidrun Heidecke          | 1954–2015     | Bündnis 90/Die Grünen       | Landesliste                         |                  |                                                        |
| Rosemarie Hein            | 1953–2025     | PDS                         | Landesliste                         |                  |                                                        |
| Michael-Andreas Heinemann | 1949          | CDU                         | 43 Weißenfels I – Naumburg II       |                  | Mandat niedergelegt 3. Dezember 1990                   |
| Heinz Hildebrandt         | 1921–2003     | FDP                         | Landesliste                         |                  |                                                        |
| Wilfried Hofmann          | 1947–2012     | FDP                         | Landesliste                         |                  |                                                        |
| Reinhard Höppner          | 1948–2014     | SPD                         | 13 Magdeburg II                     |                  |                                                        |
| Klaus-Jürgen Jeziorsky    | 1951          | CDU                         | 19 Schönebeck I                     |                  |                                                        |
| Klaus Keitel              | 1939          | CDU                         | 33 Halle, Altstadt IV               |                  |                                                        |
| Gerhard Kern              | 1950          | CDU                         | 48 Sangerhausen I                   |                  |                                                        |
| Wolfgang Kiele            | 1937          | CDU                         | 41 Merseburg I                      |                  | Mandat niedergelegt 20. August 1991                    |
| Armin Kleinau             | 1961          | CDU                         | 03 Gardelegen – Stendal III         |                  | Mandat niedergelegt 27. Oktober 1990                   |
| Sabine Klenke             | 1954          | CDU                         | 32 Halle, Altstadt III              |                  |                                                        |
| Gerry Kley                | 1960–2021     | FDP                         | Landesliste                         |                  |                                                        |
| Karsten Knolle            | 1939–2024     | CDU                         | 46 Quedlinburg I                    |                  |                                                        |
| Christoph Koch            | 1954          | CDU                         | 04 Haldensleben                     |                  |                                                        |
| Karl Köpke                | 1926–1997     | SPD                         | Landesliste                         |                  |                                                        |
| Hans-Jörg Krause          | 1954          | PDS                         | Landesliste                         |                  |                                                        |
| Lutz Kühn                 | 1951–2023     | SPD                         | Landesliste                         |                  |                                                        |
| Ilona Kühne               | 1941          | FDP                         | Landesliste                         |                  |                                                        |
| Joachim Kupfer            | 1938–2021     | CDU                         | 35 Halle, Neustadt III              |                  |                                                        |
| Gerlinde Kuppe            | 1945          | SPD                         | Landesliste                         |                  |                                                        |
| Detlev Lehmann            | 1954          | SPD                         | Landesliste                         |                  |                                                        |
| Anette Leppinger          | 1951          | SPD                         | Landesliste                         |                  |                                                        |
| Elke Lindemann            | 1943          | SPD                         | Landesliste                         |                  |                                                        |
| Michael Liwowski          | 1951–2011     | CDU                         | 01 Salzwedel – Klötze               |                  | Mandat niedergelegt 20. August 1991                    |
| Volker Lüderitz           | 1959          | PDS                         | Landesliste                         |                  |                                                        |
| Rainhard Lukowitz         | 1950          | FDP                         | Landesliste                         |                  |                                                        |
| Gerhard Mitschke          | 1948          | CDU Unabhängige Abgeordnete | 26 Dessau, Stadt II                 |                  |                                                        |
| Cornelius Nägler          | 1936–2024     | CDU                         | 40 Merseburg II – Querfurt          |                  |                                                        |
| Uwe Nehler                | 1946–2006     | SPD                         | Landesliste                         |                  |                                                        |
| Peter Oleikiewitz         | 1946          | SPD                         | Landesliste                         |                  |                                                        |
| Günter Otterpohl          | 1932–2005     | CDU                         | 16 Magdeburg V                      |                  |                                                        |
| Eveline Parnitzke         | 1956          | CDU                         | Landesliste                         |                  | Ersatz für Erhard Stollberg 27. Mai 1994               |
| Cornelia Pieper           | 1959          | FDP                         | Landesliste                         |                  |                                                        |
| Manfred Püchel            | 1951          | SPD                         | Landesliste                         |                  |                                                        |
| Hermann Quien             | 1940–2009     | SPD                         | Landesliste                         |                  | Ersatz für Walter Schindel 13. November 1991           |
| Friedrich Rabe            | 1941          | PDS                         | Landesliste                         |                  |                                                        |
| Wolfgang Rauls            | 1948–2023     | FDP                         | Landesliste                         |                  |                                                        |
| Karl-Heinz Reck           | 1949          | SPD                         | Landesliste                         |                  |                                                        |
| Helmut Rehhahn            | 1947          | SPD                         | Landesliste                         |                  |                                                        |
| Bernd Reisener            | 1950          | CDU                         | Landesliste                         |                  | Ersatz für Wolfgang Kiele 23. Oktober 1991             |
| Peter Renger              | 1941          | CDU                         | 30 Halle, Altstadt I                |                  | Mandat niedergelegt 1. November 1990                   |
| Wolfgang Rieck            | 1954          | CDU                         | 20 Gräfenhainichen – Roßlau         |                  |                                                        |
| Bernhard Ritter           | 1950          | CDU                         | 47 Quedlinburg II – Sangerhausen II |                  |                                                        |
| Martin Ruch               | 1962          | CDU                         | Landesliste                         |                  | Ersatz für Michael Liwowski 25. Oktober 1991           |
| Wolfgang Schaefer         | 1934–2003     | SPD                         | Landesliste                         |                  |                                                        |
| Jürgen Scharf             | 1952          | CDU                         | 14 Magdeburg III                    |                  |                                                        |
| Bernd Scheffler           | 1947          | CDU                         | 06 Burg                             |                  |                                                        |
| Ute Scheffler             | 1944          | Bündnis 90/Die Grünen       | Landesliste                         |                  |                                                        |
| Konrad Schellbach         | 1953–2019     | CDU                         | 45 Zeitz                            |                  |                                                        |
| Peter Schenk              | 1938–2017     | CDU                         | 08 Wernigerode I                    |                  |                                                        |
| Walter Schindel           | 1930–1991     | SPD                         | Landesliste                         |                  | † 21. Oktober 1991                                     |
| Gerd Schlaak              | 1952          | CDU                         | 05 Stendal                          |                  |                                                        |
| Gunter Schmidt            | 1954          | CDU                         | 44 Hohenmölsen – Weißenfels II      |                  |                                                        |
| Eckhard Schneider         | 1952          | CDU fraktionslos            | 27 Staßfurt                         |                  |                                                        |
| Horst Schnellhardt        | 1946          | CDU                         | 10 Halberstadt I                    |                  |                                                        |
| Günter-Willi Scholz       | 1952          | PDS                         | Landesliste                         |                  | Mandat niedergelegt 7. November 1991                   |
| Reiner Schomburg          | 1953          | CDU                         | 09 Wernigerode II – Halberstadt II  |                  |                                                        |
| Karla Schulze             | 1960          | Bündnis 90/Die Grünen       | Landesliste                         |                  |                                                        |
| Uwe Schulze               | 1962          | CDU                         | 38 Bitterfeld II                    |                  |                                                        |
| Gerd-Eckhardt Schuster    | 1937–2013     | PDS                         | Landesliste                         |                  |                                                        |
| Hans-Jörg Schuster        | 1953          | FDP                         | Landesliste                         |                  |                                                        |
| Martin Schwalba           | 1935–2012     | FDP                         | Landesliste                         |                  |                                                        |
| Ulrich Seidel             | 1954          | CDU                         | 12 Magdeburg I                      |                  |                                                        |
| Bernd Sennecke            | 1950          | CDU                         | 02 Osterburg – Stendal II           |                  |                                                        |
| Heinrich Seppelt          | 1940          | CDU                         | 15 Magdeburg IV                     |                  |                                                        |
| Petra Sitte               | 1960          | PDS                         | Landesliste                         |                  |                                                        |
| Werner Sobetzko           | 1939          | CDU                         | 24 Köthen I                         |                  |                                                        |
| Adolf Spotka              | 1943–2019     | CDU                         | 29 Bernburg                         |                  |                                                        |
| Erhard Stollberg          | 1943          | CDU                         | 36 Saalkreis                        |                  | Mandat niedergelegt 29. April 1994                     |
| Wolfgang Süß              | 1934          | PDS                         | Landesliste                         |                  |                                                        |
| Hans-Martin Taesch        | 1937–2011     | CDU                         | 22 Wittenberg II – Jessen           |                  |                                                        |
| Manfred Thon              | 1935–2022     | CDU fraktionslos            | 39 Eisleben                         |                  |                                                        |
| Antje Tietz               | 1969          | PDS                         | Landesliste                         |                  | Ersatz für Günter-Willi Scholz 7. Januar 1992          |
| Tilman Tögel              | 1960–2019     | SPD                         | Landesliste                         |                  |                                                        |
| Hans-Jochen Tschiche      | 1929–2015     | Bündnis 90/Die Grünen       | Landesliste                         |                  |                                                        |
| Thomas Webel              | 1954          | CDU                         | 18 Wolmirstedt                      |                  |                                                        |
| Margrit Weimeister        | 1933          | CDU                         | 23 Zerbst – Köthen II               |                  |                                                        |
| Eckhard Werner            | 1954–2011     | Bündnis 90/Die Grünen       | 11 Halberstadt III – Oschersleben   |                  |                                                        |
| Petra Wernicke            | 1953–2017     | CDU                         | 49 Hettstedt                        |                  |                                                        |
| Renate Wetzel             | 1949          | PDS                         | Landesliste                         |                  |                                                        |
| Karl-Heinz Wolf           | 1930–2022     | SPD                         | Landesliste                         |                  |                                                        |